# Алтари
Алта́ри (рос. Алтары, ерз. Алтары) — село у складі Ромодановського району Мордовії, Росія. Адміністративний центр та єдиний населений пункт Алтарського сільського поселення.
У селі народився академік та міністр освіти Татарстану Махмутов Мірза Ісмаїлович (1926-2008).

## Населення
Населення — 1040 осіб (2010; 1040 у 2002).
Національний склад (станом на 2002 рік):
- татари — 99 %